# Rodrigo Mora (Portugees voetballer)
Rodrigo Mora de Carvalho (Porto, 5 mei 2007) is een Portugees voetballer die bij voorkeur als offensieve middenvelder speelt. Hij speelt bij FC Porto.

## Clubcarrière
Mora kwam op negenjarige leeftijd in de jeugdacademie van FC Porto terecht. Op 15 januari 2023 debuteerde hij voor het tweede elftal. Op 2 juni 2023 tekende hij zijn eerste profcontract. Op 25 september 2024 debuteerde Mora in de UEFA Europa League tegen FK Bodø/Glimt.